# Nedre Läppebogölen
Nedre Läppebogölen är en sjö i Västerviks kommun i Småland och ingår i Botorpsströmmens huvudavrinningsområde.